# Listennn... the Album
Listennn... The Album é o primeiro álbum de estúdio do rapper e DJ de Miami, DJ Khaled lançado em 2006.
As participações no álbum são de: Fat Joe, The U.S.D.A., Kanye West, Bun B, Trick Daddy, Rick Ross, Lil' Wayne, Birdman, Juelz Santana, Slim Thug, Krayzie Bone, Chamillionaire, Trina, Freeway, P$C, John Legend, Akon, Jadakiss, Beanie Sigel, Styles P, Dre, Paul Wall, Pitbull, Homeboy ,Consequence, Twista, Lil Scrappy, Clipse, Chop, Dre, Brisco e Desloc Piccalo. 

## Faixas
| Título                       | Participação (s)                                    | Tempo |
| ---------------------------- | --------------------------------------------------- | ----- |
| Intro                        |                                                     | 1:59  |
| "Gangsta Shit"               | The U.S.D.A. & Bun B                                | 3:51  |
| "Grammy Family"              | Kanye West, Consequence & John Legend               | 3:24  |
| "It's A Problem"             | Beanie Sigel & Jadakiss                             | 3:36  |
| "Holla At Me"                | Lil' Wayne, Paul Wall, Fat Joe, Rick Ross & Pitbull | 4:28  |
| "Addicted"                   | Juelz Santana                                       | 3:45  |
| "Watch Out "                 | Akon, Styles P, Fat Joe & Rick Ross                 | 3:45  |
| "Destroy You"                | Krayzie Bone & Twista                               | 4:27  |
| "Never Be Nothin' Like Me"   | Lil Scrappy & Homeboy                               | 4:23  |
| "Candy Paint"                | Slim Thug, Trina & Chamillionaire                   | 4:10  |
| "Where You At"               | Freeway & Clipse                                    | 3:52  |
| "Still Fly"                  | Birdman & Chop                                      | 5:10  |
| "Dip, Slip, Rideout"         | P$C                                                 | 5:00  |
| "Movement"                   | Dre                                                 | 3:42  |
| "The Future Of Dade Country" | Brisco, Dre, Desloc Piccalo & Chop                  | 5:37  |
| "Born N-Raised"              | Trick Daddy, Pitbull & Rick Ross                    | 4:22  |

## Singles
- 1ª Holla At Me
- 2ª Born N-Raised